# Aziz Ibragimov
Aziz Ibragimov (kyrillisch Азиз Ибрагимов) (* 21. Juli 1986) ist ein usbekischer Fußballspieler, der beim tschechischen Erstlistigsten Bohemians 1905 Prag spielt.
Ibragimov begann seine Karriere in seiner usbekischen Heimat, wechselte 2007 zum slowakischen Erstligisten ŠK Slovan Bratislava und eine Saison später nach Tschechien zu Bohemians 1905 Prag. Trotz Angeboten von slowakischen, tschechischen und slowenischen Mannschaften entschied er sich, in Prag zu bleiben. Er wurde dort im rechten Mittelfeld eingesetzt. Zur Saison 2011/12 ist er zum chinesischen Erstligisten Qingdao Jonoon gewechselt.
Seit 2007 ist Ibragimov Mitglied der usbekischen Fußballnationalmannschaft und nahm mit der Mannschaft am Asien-Cup 2007 und 2011 teil.